# 홍두

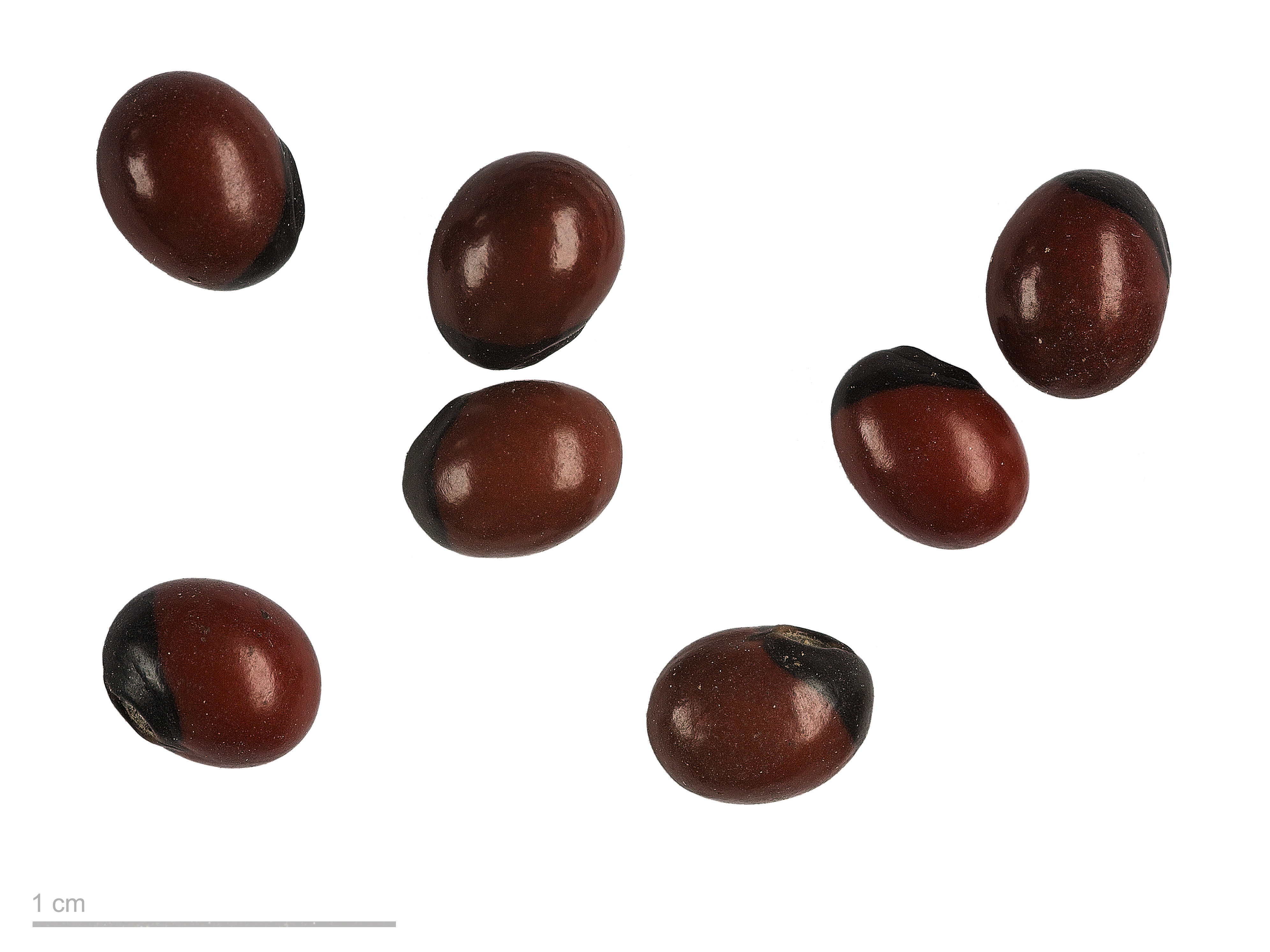
Abrus precatorius

홍두는 아프리카가 원산인 콩이다.